# Zhou Xun
Pour les articles homonymes, voir Cheung.
Dans ce nom chinois, le nom de famille, Zhou, précède le nom personnel.
Zhou Xun (周迅) est une actrice et chanteuse chinoise, née le 18 octobre 1974 à Quzhou (Zhejiang).

## Biographie
Le grand public la découvre dans le film Suzhou River pour lequel elle obtient, en 2000, le prix de la meilleure actrice au Festival du film de Paris. En 2002, elle joue dans Balzac et la petite tailleuse chinoise.
Si elle a mis plus de temps à se révéler que Zhang Ziyi, Zhou Xun est aujourd'hui considérée comme l'une des plus grandes actrices chinoises. La plupart des critiques à son égard sont positives. Son jeu d'actrice est relativement riche comme le montre sa prestation dans La Légende du scorpion noir, où elle incarne l'innocence, et son rôle dans Painted Skin : un esprit maléfique cruel...
Elle a réellement connu la consécration en 2005 avec le film Perhaps Love, où elle partageait la vedette avec Takeshi Kaneshiro. Aujourd'hui très demandée, elle est à l'affiche de trois longs métrages en 2008 (Painted Skin, She Ain't Mean et The Equation of love and death).
En 2009, elle a été couronnée meilleure actrice d'Asie pour son rôle dans le film de Tsui Hark "All about women". Sans avoir suivi de formation cinématographique, Zhou Xun se distingue des autres par son approche intuitive de la comédie, ce qui lui a valu de crever l'écran dans des films comme Balzac et la petite tailleuse chinoise, La Légende du scorpion noir ou encore Painted Skin.
En parallèle à sa carrière d'actrice, elle est aussi chanteuse : elle compte déjà deux albums à son actif et a participé aux BO de plusieurs films comme Perhaps Love ou La Légende du scorpion noir.

## Filmographie
- 1996 : Xiao jiao qi mou sheng ji
- 1996 : Feng yue : Nightclub girl
- 1998 : Gui lin rong ji
- 1999 : L'Empereur et l'Assassin (Jing ke ci qin wang) de Chen Kaige : la fille aveugle
- 2000 : Suzhou River (Suzhou he) de Lou Ye : Meimei / Moudan
- 2000 : Ren jian si yue tian (feuilleton TV) : Lin Weiyin
- 2001 : Beijing Bicycle (Shiqi sui de dan che) de Wang Xiaoshuai : Qin
- 2001 : Heung gong yau gok hor lei wood : Hung Hung / Tong Tong
- 2002 : Yan yu hong yan : Zhao Ningjing
- 2002 : Balzac et la petite tailleuse chinoise (Xiao cai feng) de Dai Sijie : la petite couturière chinoise
- 2002 : Where Have All the Flowers Gone (Na shi hua kai) de Xiaosong Gao : Mirth (Huanzi)
- 2004 : A West Lake Moment de Yang Zi et Yim Ho : Xiao Yu
- 2004 : Beauty Remains (Mei ren yi jiu) de Ann Hu : Fei
- 2004 : Lian ai zhong de Bao Bei de Shaohong Li : Baober
- 2005 : La Vie arrachée (Sheng si jie) de Li Shaohong : Yan'ni
- 2005 : Perhaps Love (Ru guo·Ai) de Peter Chan : Sun Na
- 2006 : La Légende du scorpion noir (Ye yan) de Feng Xiaogang : Qing Nu
- 2008 : Hua pi (Painted Skin) de Gordon Chan : Xiao Wei, l'esprit renard
- 2008 : The Equation of Love and Death de Cao Baoping : Li Mi
- 2008 : All about women de Tsui Hark : Ou Fanfan
- 2009 : The Message de Chen Kuo-fu et Gao Qunshu : Gu Xiaomeng
- 2010 : Confucius de Hu Mei : Nanzi
- 2010 : True Legend de Yuen Woo-ping : Yuan Ying
- 2011 : Le Grand magicien de Derek Yee : Liu Yin
- 2012 : The Founding of a Party de Huang Jianxin et Han Sanping : Wang Huiwu
- 2012 : La Porte du dragon de Tsui Hark : Jade
- 2012 : The Silent War d'Alan Mak et Felix Chong : Zhang Xue Ning
- 2012 : Cloud Atlas de Tom Tykwer et Andy et Lana Wachowski : Yoona-939, Talbot, directrice de l'hôtel, Rose
- 2014 : Overheard 3 d'Alan Mak et Felix Chong : Moon
- 2016 : Nés en Chine de Lu Chuan : la narratrice
- 2017 : Our Time Will Come de Ann Hui : Lan
- 2021 : Apprendre le cantonais avec Dai Huimin

## Distinctions
- Festival du film de Paris 2000 : Prix de la meilleure actrice pour Suzhou River
- Asian Film Awards 2009 : prix de la meilleure actrice pour The Equation of Love and Death (en)